# Sainte-Geneviève-des-Ardents
Sainte-Geneviève-des-Ardents var en kyrkobyggnad i Paris, helgad åt den heliga Genoveva av Paris (Geneviève). Kyrkan var belägen framför katedralen Notre-Dame på Île de la Cité i fjärde arrondissementet.

## Historia
Kyrkan uppfördes på 800-talet.
År 1129 drabbades Paris av en svår epidemi som gick under benämningen "mal des ardents", vilken liknade antoniuseld. Parisarna bad om den heliga Genovevas förböner och bar hennes reliker genom staden. Epidemin bedarrade inom kort och påve Innocentius II förklarade det hela som ett mirakel. Han instiftade fête de Sainte Geneviève des Ardents att firas årligen den 26 november.
Kyrkan Sainte-Geneviève-des-Ardents revs i januari 1747 för att ge plats åt utbyggnaden av Hôpital des Enfants-Trouvés.
Kyrkans grundplan är markerad i stenläggningen på Parvis Notre-Dame – Place Jean-Paul-II.

## Bilder
| - Kyrkans läge utmärkt på Parvis Notre-Dame – Place Jean-Paul-II. - Den heliga Genoveva. Målning av Lucas Cranach den äldre. |

### Webbkällor
- ”Sainte Geneviève des Ardents”. Histoires de Paris. 14 januari 2017. https://www.histoires-de-paris.fr/sainte-genevieve-ardents/. Läst 11 april 2022.